# Битва при Ефесі
Битва при Ефесі – морська битва між флотами Родоса та єгипетського володаря Птолемея II, котра, ймовірно, відбулась під час Другої Сирійської війни.
Єдиним джерелом відомостей про цю битву є одна зі «Стратегем» Полієна. У відповідності до неї, родосці, які воювали із єгипетським царем Птолемеєм, вислали ескадру під командуванням Агафострата до Ефеса. Із цього міста назустріч їм виступив зі своїми кораблями наварх Птолемея Хремонід. Агафострат, зачекавши певний час у бойовому порядку, наказав розвернутись та плисти до своєї стоянки, так що супротивник впевнився у його неготовності прийняти бій. За цим моряки Хремоніда, наспівуючи гімни, повернули до гавані, проте коли вони сходили на берег їх неочікувано нагнав та переміг Агафострат.  
Згаданий у стратегемі Хремонід більше відомий як афінянин, котрий на початку 260-х рр. до н. е. став автором декрета про спілку ряда грецьких міст. Остання за підтримки Птолемея II виступила проти македонської гегемонії, проте була переможена під час Хремонідової війни 267—262 рр. до н. е. Описані ж Полієном події можуть відноситись до двох наступних війн у Егеїді – Другої (262—253 рр. до н. е.) та Третьої (246—241 рр. до н. е.) Сирійських, під час яких полишивший батьківщину Хремонід міг перебувати на службі у дружнього єгипетського царя. Із цих конфліктів Друга Сирійська була невдала для Єгипта: під час неї у азійських володіннях (до яких відносився Ефес) вчинив заколот Птолемей «Син» (орієнтовно у 259/258 р. до н.е.), сусідній з Ефесом Мілет виявився захопленим командиром найманців Тимархом, а сам Ефес не пізніше 254/253 рр. до н.е. опинився в руках сирійського царя Антіоха II (причому, судячи зі ще однієї недатованої «Стратегеми» – на цей раз Фронтіна – саме при підтримці родосців). Що стосується Третьої Сирійської, то її підсумок був в цілому сприятливий для єгипетського царя, котрий повернув собі контроль на цілим рядом територій на узбережжі Малої Азії, включаючи Ефес. Як наслідок, морську битву при Ефесі зазвичай відносять до Другої Сирійської війни. 